# Asparagus albus
Asparagus albus es una especie de planta fanerógama de la familia Asparagaceae.

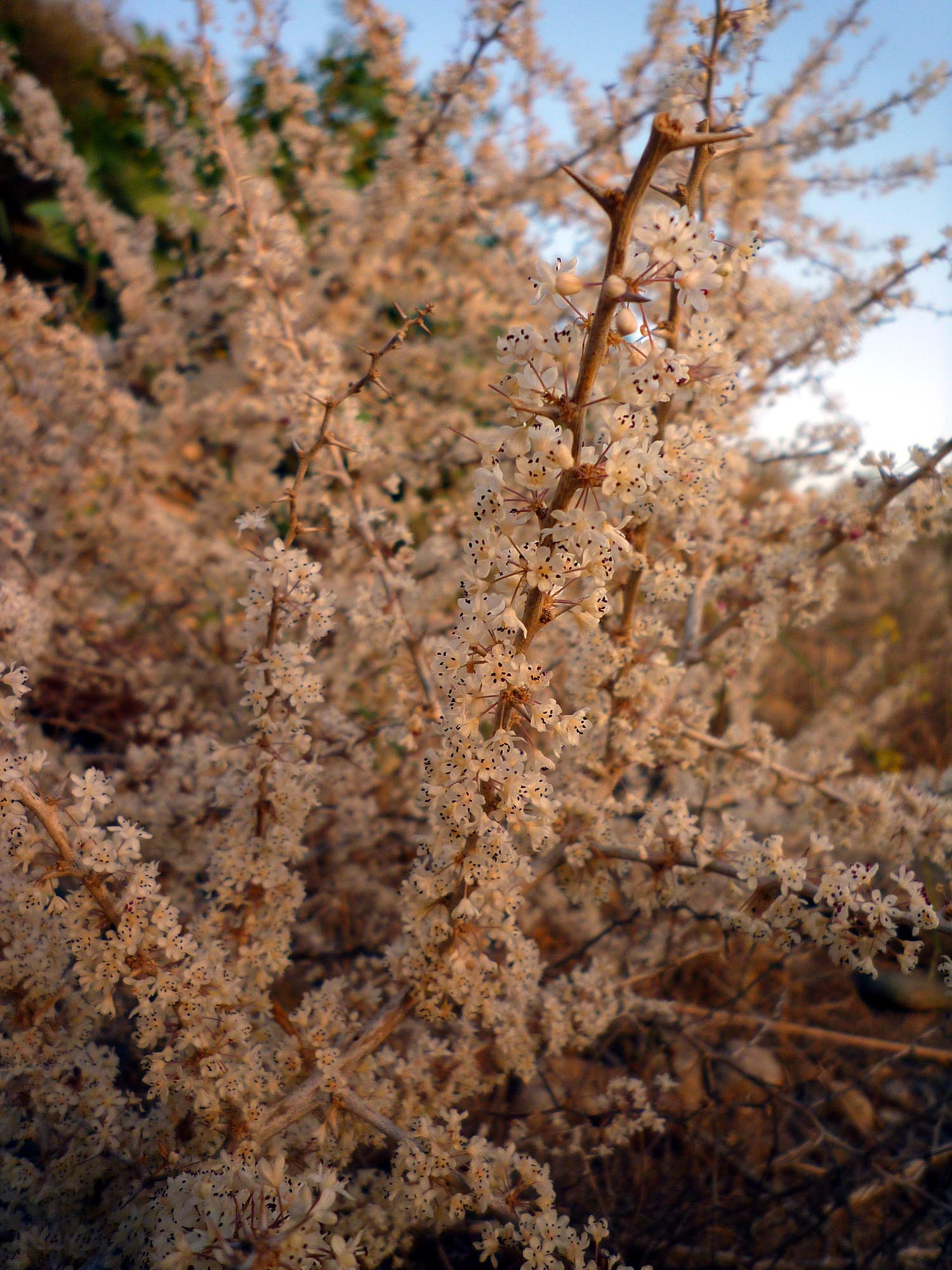
Inflorescencia

## Descripción
Es un robusto y denso  arbusto que alcanza los 50 cm. a 1 metro, con el tallo y las ramas con hojas transformadas en filoclados, angulares, flexibles, liso; cladodios de 12–20 mm de largo., con 3-4 ángulos lineales, suaves, ligeramente carnosos, caídos, folíolos de 8-12 completado por una fuerte columna de color blanco. Las flores blancas, fragantes, hermafroditas, anteras violeta.

## Distribución y hábitat
Es nativo del mediterráneo occidental en Cerdeña, Sicilia, Italia, España y Portugal, en el norte de África. En España en Barcelona, Islas Baleares, Las Palmas, Castellón, Santa Cruz de Tenerife y Sur de Andalucía, Provincia de Málaga.

## Taxonomía
Asparagus albus fue descrita por  Carlos Linneo y publicado en Sp. Pl. 313 1753.
Etimología
Ver: Asparagus
albus: latino que significa "blanco".
Sinonimia
- Asparagus   pallidus Salisb.
- Asparagopsis alba  (L.) Kunth[3][4]

## Nombres comunes
- Castellano: esparraguera, esparraguera amarguera, esparraguera blanca, esparraguera de monte, esparraguera española, esparraguera peñera, esparraguera peñonera, espárrago, espárrago amarguero, espárrago blanco, espárrago de peñas, espárrago de piedra, espárrago de trigo, espárragos bordes, espárragos trigueros, espárrago triguero, gamón, gamones, gamonita, gamonitos.[3]